# Egil Steinar Smedvig
Egil Steinar Smedvig (Spitsbergen, 22 november 1922 – Seattle, 19 juli 2012) was een Amerikaans componist, muziekpedagoog en trompettist van Noorse komaf.

## Levensloop
Smedvig emigreerde in 1925 met zijn ouder naar de Verenigde Staten. In 1941 behaalde hij zijn schooldiploma aan de Ballard High School. Tijdens de Tweede Wereldoorlog deed hij dienst als componist en arrangeur in de United States Army Band. Na de oorlog studeerde hij aan de Juilliard School of Music in New York en daarna aan de Universiteit van Washington in Seattle. Hij behaalde daar zijn BA en zijn MA. Aansluitend studeerde hij aan het Mills College in Oakland (Californië) bij Darius Milhaud. 
Als muziekpedagoog was hij 32 jaren werkzaam aan openbare scholen in Seattle. Van 1950 tot 1957 gaf hij les aan de Lincoln High School, waar hij onderscheiden werd met de Golden Acorn Teaching Award. Smedvig had een eigen dansorkest opgericht en ook andere muziekgroepen. Als componist schreef hij vooral werken voor blaasinstrumenten, in het bijzonder voor harmonieorkest zijn bekend.
Hij was 56 jaren met Kristin Jonsson Smedvig gehuwd, die violist was in het Seattle Symphony Orchestra en ook muzieklerares aan openbare scholen. Zij overleed op 4 november 2004. Hun zoon Rolf Smedvig is eerste trompettist en oprichter van het Empire Brass Ensemble en was solotrompettist van het Boston Symphony Orchestra.

## Composities

### Werken voor harmonieorkest
- 1971 Torque
- 1972 Rondo de Jambe
- 1979 Overture and Allegro
- 1980 Thor's Hammer
- 1985 Qwayyis
- Cabo Yubi
- Fub Nubber

### Kamermuziek
- 1966 Fanfare and lament, voor trompet en piano
- 1979 Visdomsord, voor klarinet solo
- 1983 Et inntrykk, voor trompet en piano
- 1983 Fram og tilbake, voor trompet en piano
- 1983 Ragnarok, voor trompet en piano
- 1983 Rødskjegg, voor trompet en piano
- 1983 The cardinal, voor trompet en piano
- 1983 Tilbakeblikk, voor trompet en piano
- 1983 Utgangspunkt, voor trompet en piano
- 1984 Toga Virilis, voor solo tuba (of solo fagot) en piano
- 1992 Danza uit de opera "Jardín de Oriente" van Joaquín Turina voor koperkwartet en slagwerk
- Le Fille aux cheveux de lin (The Girl with the Flaxen Hair), van Claude Debussy voor koperensemble
- Vond A Vende, voor trompet en piano

### Pedagogische werken
- Studio etudes, voor trompet